# Les Gray
Les Gray, voluit Thomas Lesley Gray (Carshalton (graafschap Surrey), 9 april 1946 - Lagos (Portugal), 21 februari 2004) was de leadzanger van de Engelse glamrockband Mud.

## Biografie
Gray was een autodidactische muzikant en tijdens zijn schooljaren speelde hij trompet met een jazzband en daarna, met een jongere broer, vormde hij de skiffle-band The Mourners. Na het verlaten van school werkte hij voor Pearl & Dean, waar hij reclames schreef, en later voor Moss Bros voordat hij succes had bij Mud.

### Mud
Met een paar bezettingswisselingen evolueerden The Mourners in februari 1966 naar Mud, met Gray op zang, Dave Mount op drums, Rob Davis op gitaar en Ray Stiles op bas en wonnen hetzelfde jaar de Search for Sound-liedwedstrijd. Na een paar mislukte singles, waaronder Flower Power, werden ze gecontracteerd door RAK Records van Mickie Most en kregen ze televisie-aandacht via een optreden in The Basil Brush Show. Ze toerden in 1973 ter ondersteuning van Jack Jones. Mud had een reeks hits, geschreven door Nicky Chinn en Mike Chapman, waaronder twee die in 1974 bovenaan de UK Singles Chart stonden, Lonely This Christmas en Tiger Feet.. Gray toerde later met achtergrondmuzikanten onder de naam Les Gray's Mud, maar vond nooit hetzelfde niveau van succes als met de oorspronkelijke bezetting.
Met Mud had Gray zes keer een topnotering in de Nederlandse hitparade, met Dyna-mite, Tiger feet, The cat crept in, Rocket, Lonely this Christmas, L'L'Lucy en de cover Oh Boy van Buddy Holly. Ze ontbonden in 1979.

### Solowerk
Gray had een Top 40-solohit (#32) in 1977 met zijn coverversie van A Groovy Kind of Love. Hij verscheen als gast in de tv-serie Jack Good's Oh Boy! uit 1979. Ook in de jaren 1970 verscheen hij in een van de vele aankondigingen van openbare diensten met het thema Be Smart, Be Safe, waarin hij kinderen instrueerde hoe ze veilig een weg konden oversteken.

## Overlijden
Gray overleed in februari 2004 op 57-jarige leeftijd aan de gevolgen van een hartaanval in zijn huis in Portugal, waar hij herstellende was van keelkanker.